# ドナウ汽船電気事業本工場工事部門下級官吏組合
ドナウ汽船電気事業本工場工事部門下級官吏組合（ドナウきせん でんきじぎょうほんこうじょう こうじぶもん かきゅうかんりくみあい、ドイツ語: Donaudampfschiffahrtselektrizitätenhauptbetriebswerkbauunterbeamtengesellschaft  発音) は、ドイツ語における長大語として知られる単語。79文字からなり、「ドイツ語で最も長い単語」としてギネスブックに掲載されたことがあるが、日常的に使われるような単語ではない。オーストリア帝国が設立したドナウ汽船会社（Donaudampfschiffahrtsgesellschaft, 略称: DDSG）の下部組織の一つとされる。

## 単語の構成要素
ドイツ語は総合的言語であるため、日本語と同じく名詞を次々と繋ぎ、複数の名語の間に空白を入れないので、長い複合語を作りやすい。ドイツ語で79文字から成るこの組織の名称は、ドイツ語の出版物で登場した単語としては最も長いものとして、1996年版のギネスブックに掲載された。
この複合語は以下の名詞から構成されている。
| Donaudampfschiffahrtselektrizitätenhauptbetriebswerkbauunterbeamtengesellschaft |                                                      |                                                      |                                                      |                                                      |                             |                             |                             |
| Donaudampfschiffahrtselektrizitätenhauptbetriebswerk                            | Donaudampfschiffahrtselektrizitätenhauptbetriebswerk | Donaudampfschiffahrtselektrizitätenhauptbetriebswerk | Donaudampfschiffahrtselektrizitätenhauptbetriebswerk | Donaudampfschiffahrtselektrizitätenhauptbetriebswerk | Bauunterbeamtengesellschaft | Bauunterbeamtengesellschaft | Bauunterbeamtengesellschaft |
| Donaudampfschiffahrtselektrizitäten                                             | Donaudampfschiffahrtselektrizitäten                  | Donaudampfschiffahrtselektrizitäten                  | Hauptbetriebswerk                                    | Hauptbetriebswerk                                    | Bauunterbeamten             | Bauunterbeamten             | Gesellschaft                |
| Donaudampfschiffahrt ドナウ汽船                                                 | s (の)                                               | Elektrizitäten 電気（事業部）                        | Haupt 主要                                           | Betriebswerk 工場                                    | Bau 工事（建設）            | Unterbeamten 下級公務員     | Gesellschaft 組合           |

Donaudampfschiffahrt もまた、 Donau（ドナウ）、dampf（蒸気）、schiff（船）、fahrt（輸送）から成り立っている。
なお1996年にドイツ語圏すべてを対象とする新正書法が施行され、Schiffahrt の綴りは Schifffahrt と f が一個増えることになるが、本組織名のような固有名詞については厳格に適用されるものではない。

## 長大語の定番としての「ドナウ汽船会社」
ドナウ汽船会社（DDSG）は1829年にオーストリア帝国政府が主導し、ドナウ川の河川舟運の活性化を目的に掲げて設立された会社で、新鋭蒸気船を導入してウィーンとブダペストを結ぶ航路を開設するなど、ドナウ川下流・黒海方面に向けてのオーストリア帝国の政策の外交政策とも結びついて発展した歴史を有する。20世紀、DDSG は 2つの世界大戦を乗り越えたが、1990年代に分割・民営化され、旅客輸送部門の DDSG-Blue Danube Schiffahrt GmbH と、貨物輸送部門の DDSG-Cargo GmbH に分かれた。

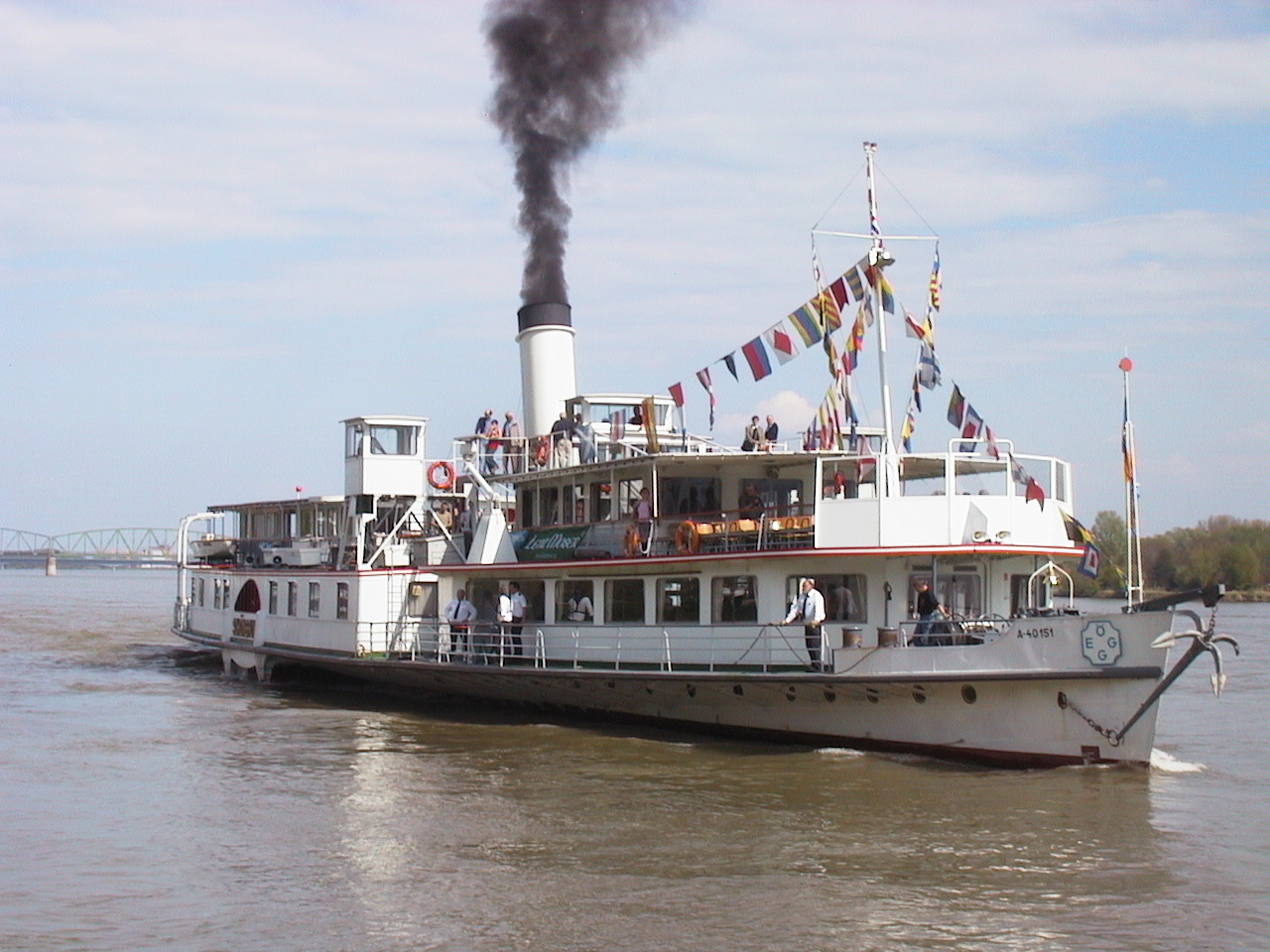
蒸気外輪船・シェーンブルン号（1912年進水）は、ドナウ汽船会社の旗艦として位置づけられ、1980年代まで定期航路で活動した。オーストリア鉄道史協会が取得して修復している。

ドイツ語学者は、Donaudampfschiffahrt... で始まる目新しい単語を見ると、「また誰かがドイツ語最長の単語を作ろうとしている」と考える、という。「ドナウ汽船会社」に関するミームは、ドナウ汽船会社の船長に対する呼称 Donaudampfschiffahrtsgesellschaftskapitän から派生したものと見られる。ドナウ汽船公社の船長を意味する語にさらに語彙を付け加えることで
- Donaudampfschiffahrtskapitänsmütze（DDSG船長の帽子）
- Donaudampfschiffahrtskapitänswitwe（DDSG船長の未亡人）
- Donaudampfschiffahrtskapitänspfeife（DDSG船長のパイプ）

といった複合語を際限なく生み出すことができる。

## ドイツ語における長大語
法律関係の用語は長大語になりやすい。2000年、メクレンブルク＝フォアポンメルン州は63文字から成る法律 Rindfleischetikettierungsüberwachungsaufgabenübertragungsgesetz（牛肉缶詰ラベリング作業監視業務委託法）を制定した。この法律はBSE危機への対応の中で制定されたもので、ドイツ語最長の単語として注目されたが、BSE問題の終息により屠畜場での全頭検査を廃止したことに伴い、2013年5月に廃止された。話題となった法律の廃止に際して、メクレンブルク＝フォアポンメルン州農業省は、「ドイツ語最長の単語」を募集するキャンペーンを行った。このことを報じるイギリスのガーディアン紙は、ドイツ語辞典『ドゥーデン』出版元の広報担当者の言葉を引きつつ、ドイツ語の辞書に載っている（日常会話で使われ得る）最も長い単語は、Kraftfahrzeughaftpflichtversicherung （自動車損害保険）であるとしている。